# Psammophis zambiensis
Psammophis zambiensis är en ormart som beskrevs av Hughes och Wade 2002. Psammophis zambiensis ingår i släktet Psammophis och familjen snokar.
Inga underarter finns listade i Catalogue of Life.
Artens utbredningsområde är Zambia samt angränsande områden av Angola, Kongo-Kinshasa och Tanzania. Arten lever i låglandet och i bergstrakter upp till 1800 meter över havet. Individerna vistas i det fuktiga landskapet Miombo och i buskskogar. Honor lägger ägg.
Gruvdrift på koppar hotar beståndet. Utbredningsområdet är maximalt 20 000 km² stort. IUCN listar arten som nära hotad (NT).